# Risa Ozaki
Risa Ozaki (尾﨑 里紗?, Ozaki Risa; Kōbe, 10 aprile 1994) è un'ex tennista giapponese.

## Biografia
Nel circuito ITF ha vinto sette titoli in singolare.
Il suo debutto nel circuito WTA avviene nel 2010, dove viene sconfitta al primo turno di qualificazione all'HP Open dalla thailandese Noppawan Lertcheewakarn.
Nel 2011, partecipa alle qualificazioni del Toray Pan Pacific Open dove viene sconfitta al primo turno di qualificazione dalla lussemburghese Mandy Minella. All'HP Open, batte al primo turno di qualificazioni la connazionale Ayumi Oka, mentre al turno seguente viene sconfitta dalla kazaka Jaroslava Švedova.
Nel 2012, non supera le qualificazioni all'HP Open perdendo al secondo turno di qualificazioni dalla giapponese Shūko Aoyama, dopo aver sconfitto nel turno precedente l'altra giapponese Yurika Sema.
Nel 2013, non supera le qualificazioni agli US Open perdendo al primo turno dall'italiana Camila Giorgi. Prende poi parte al Tashkent Open dove supera le qualificazioni battendo l'ucraina Veronika Kapšaj e Ksenia Palkina, nel tabellone principale supera all'esordio l'ucraina Kateryna Kozlova ma viene poi battuta al secondo turno dall'italiana Nastassja Burnett. All'Hansol Korea Open, supera le qualificazioni battendo la coreana Choi Ji-hee e le thailandesi Nicha Lertpitaksinchai e Varatchaya Wongteanchai. Al primo turno del tabellone principale, viene eliminata dalla tedesca e testa di serie numero otto Annika Beck. Al Toray Pan Pacific Open, supera anche in questo caso le qualificazioni battendo Tadeja Majerič e Sílvia Soler Espinosa. Viene sconfitta al primo turno del main draw dalla più quotata Peng Shuai. All'HP Open, batte al primo turno delle qualificazioni Varatchaya Wongteanchai mentre al turno seguente cede alla giovane slovacca Anna Karolína Schmiedlová. Tre settimane dopo, si presenta al Nanjing Ladies Open entrando direttamente nel tabellone principale, dove viene superata ancora da Anna Karolína Schmiedlová questa volta al primo turno.
Risa inizia il 2014 allo Shenzhen Open dove supera le qualificazioni battendo la serba Aleksandra Krunić e la spagnola Estrella Cabeza Candela, ma viene poi sconfitta al primo turno del tabellone principale dall'austriaca Patricia Mayr-Achleitner. All'Australian Open prende parte nelle qualificazioni, ma dopo aver sconfitto ai primi due turni Aljaksandra Sasnovič e An-Sophie Mestach, viene sconfitta al turno finale da Anna Tatišvili.

## Statistiche WTA

### Doppio

#### Sconfitte (1)
| Legenda               |
| --------------------- |
| Grande Slam (0)       |
| Argenti Olimpici (0)  |
| WTA Finals (0)        |
| Premier Mandatory (0) |
| Premier 5 (0)         |
| Premier (0)           |
| International (1)     |

| N. | Data           | Torneo                | Superficie | Compagna     | Avversarie                        | Punteggio |
| 1. | 23 luglio 2016 | Citi Open, Washington | Cemento    | Shūko Aoyama | Monica Niculescu Yanina Wickmayer | 4-6, 3-6  |

## Statistiche ITF

### Singolare

#### Vittorie (7)
| Torneo $100.000 (0) |
| Torneo $80.000 (0)  |
| Torneo $75.000 (0)  |
| Torneo $60.000 (0)  |
| Torneo $50.000 (2)  |
| Torneo $25.000 (5)  |
| Torneo $15.000 (0)  |
| Torneo $10.000 (0)  |

| N. | Data            | Torneo                                                                                                 | Superficie  | Avversaria in finale | Punteggio        |
| 1. | 2 giugno 2013   | ITF Changwon Women's Challenger Tennis, Changwon                                                       | Cemento     | Zhang Yuxuan         | 6-4, 6-4         |
| 2. | 21 luglio 2013  | Challenger Banque Nationale de Granby, Granby                                                          | Cemento     | Samantha Murray      | 0-6, 7-5, 6-2    |
| 3. | 20 giugno 2015  | Incheon Women's Challenger, Incheon                                                                    | Cemento     | Liu Chang            | 5-7, 7-6(4), 6-3 |
| 4. | 5 luglio 2015   | Internationaler Württembergische Damen-Tennis-Meisterschaften um den Stuttgarter Stadtpokal, Stoccarda | Terra rossa | Romina Oprandi       | 6-4, 7-5         |
| 5. | 30 ottobre 2016 | William Loud Bendigo International, Bendigo                                                            | Cemento     | Asia Muhammad        | 6-3, 6-3         |
| 6. | 6 novembre 2016 | Canberra Tennis International, Canberra                                                                | Cemento     | Georgia Brescia      | 6-4, 6-4         |
| 7. | 23 giugno 2019  | ITF Women's Circuit Jakarta, Giacarta                                                                  | Cemento     | Arianne Hartono      | 6-4, 6-1         |